# Marktstraße 8a (Gernrode)

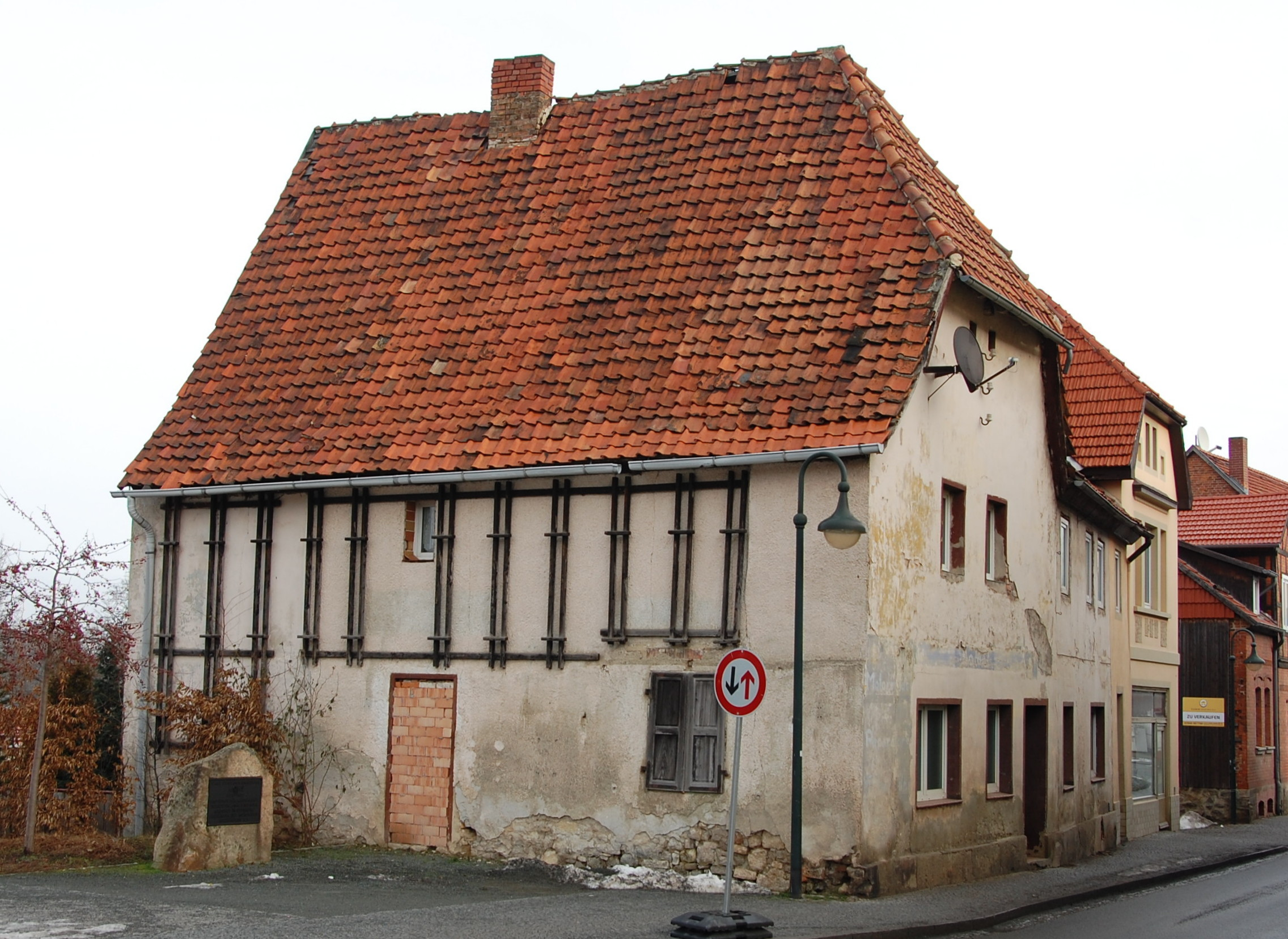
Haus Marktstraße 8a

Das Haus Marktstraße 8a ist ein denkmalgeschütztes Gebäude in dem zur Stadt Quedlinburg in Sachsen-Anhalt gehörenden Ortsteil Stadt Gernrode.

## Lage
Er befindet sich in der Gernröder Altstadt auf der Nordseite der Marktstraße und ist im örtlichen Denkmalverzeichnis als Wohnhaus eingetragen. Unmittelbar westlich des Gebäudes steht das Mohs-Denkmal für den Mineralogen Friedrich Mohs.

## Architektur und Geschichte
Das zweigeschossige verputzte Gebäude stammt aus dem 17. Jahrhundert. Es ist mit einem hohen Krüppelwalmdach bedeckt und mit seinem Giebel zur Marktstraße hin ausgerichtet. Das Erdgeschoss des Hauses ist aus Bruchsteinen errichtet.